# Pio Marmaï
Pio Marmaï, född 13 juli 1984 i Strasbourg, Bas-Rhin, är en fransk skådespelare.

## Roller i urval
- 2011 – Nathalie
- 2014 – En tripp till Paris
- 2014 – Maestro
- 2021 – Omständigheter
- 2019 – Det lilla gänget
- 2023 – De tre musketörerna – D’Artagnan
- 2023 – De tre musketörerna – Mylady
- 2025 – Asterix & Obelix: Tvekampen (röst)